# Schloss Windischeschenbach

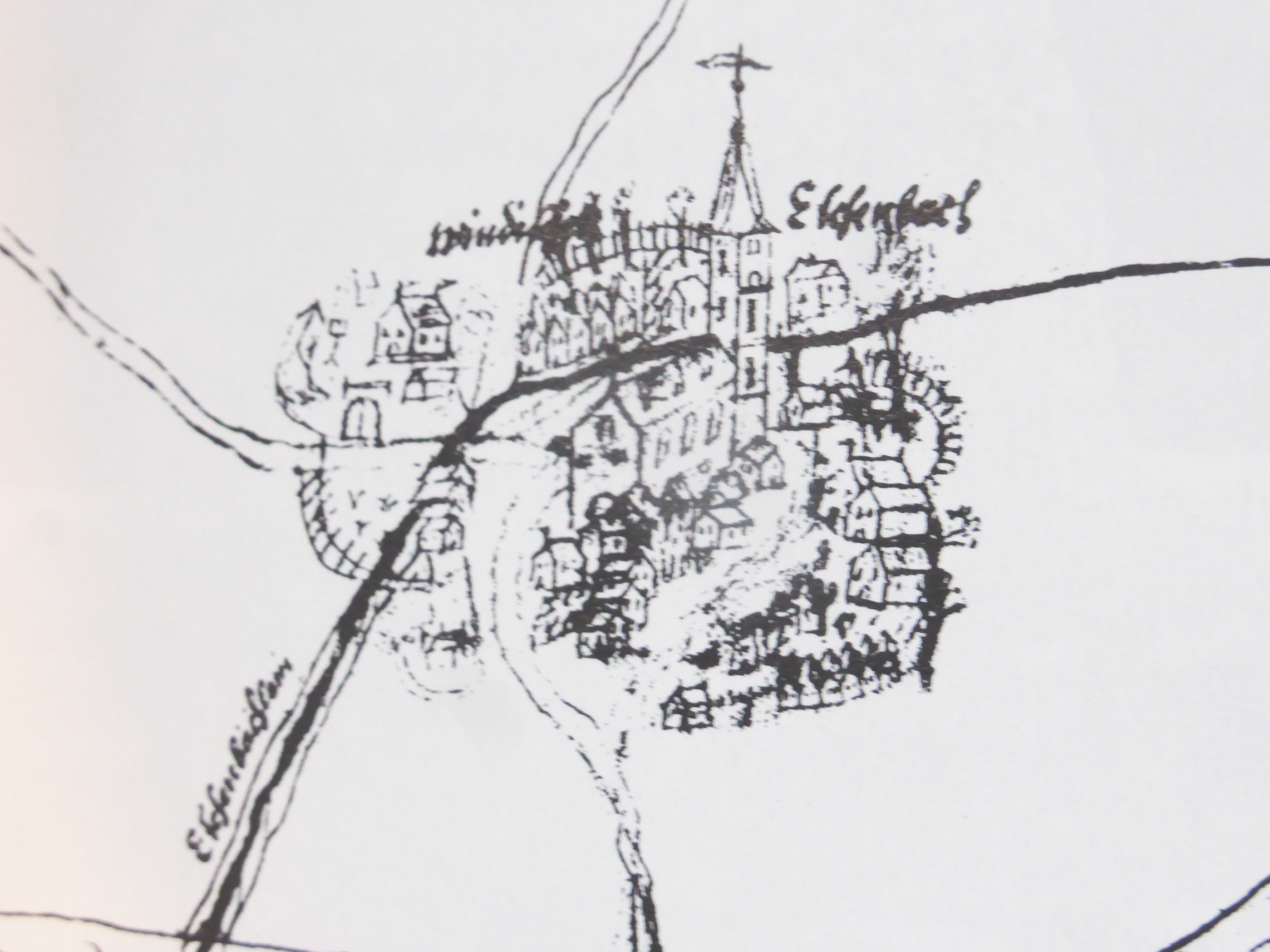
Kartenausschnitt von 1607 über Windischeschenbach mit der alten Veste (das „Eschenbächlein“ ist heute der Rumpelbach)

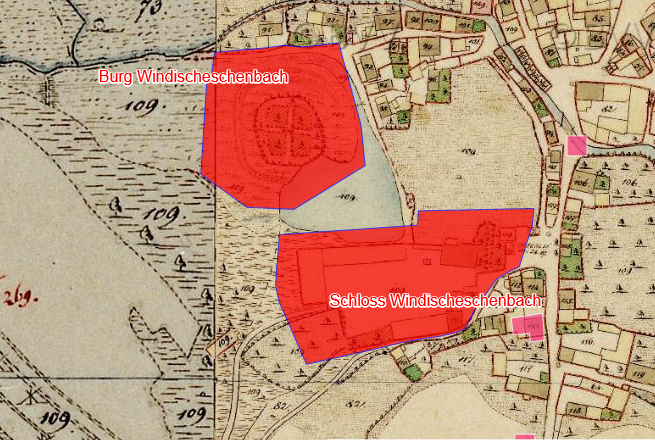
Lageplan von Burg und Schloss Windischeschenbach auf dem Urkataster von Bayern

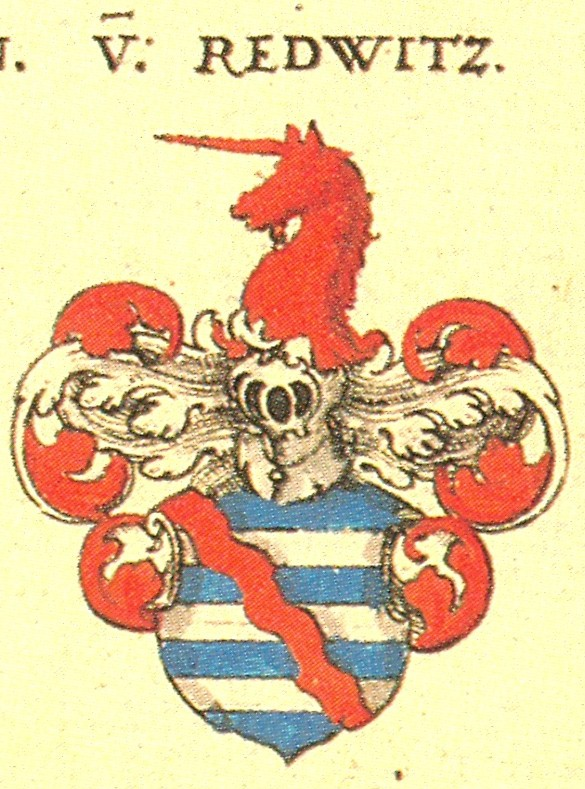
Wappen der Familie von Redwitz in Siebmachers Wappenbuch

Das abgegangene Schloss Windischeschenbach war der Hofmarksitz der oberpfälzischen Stadt Windischeschenbach. Das Schloss brannte 1810 nieder und wurde nicht mehr aufgebaut. Die Anlage wird als Bodendenkmal unter der Aktennummer D-3-6138-0077 im Bayernatlas als „archäologische Befunde des abgegangenen frühneuzeitlichen Schlosses von Windischeschenbach“ geführt. 

## Geschichte
Windischeschenbach wird erstmals 1230 genannt, als Marquard von Redwitz  von den Landgrafen von Leuchtenberg damit belehnt wird. Das Lehen war ein Männer- und Weiberlehen. Die Veste befand sich als Weiherschloss auf der rechten Seite der Waldnaab bzw. in der Nähe des Rumpelbachs, wo heute noch die Teiche an der Dammstraße an dieses Bauwerk erinnern. Zu denken ist nicht an eine steinerne Burg, sondern eventuell an eine hölzerne Motte, die auf einem kleinen Hügel errichtet wurde. Diese von einem Damm umschlossene Weiherburg wurde 1697 von dem Freiherrn Wilhelm Johann von Herding verlassen, der etwa 300 m südöstlich davon ein neues Schloss errichtete. Diese Anlage ist heute unter der Bezeichnung Burgstall Windischeschenbach als ein archäologisches Denkmal ausgewiesen.
1459 ging die Hofmark an die Herren von Leyneck und kurz danach an die Herren von Tettau über. 1503 verkauft Balthasar von Tettau die Hofmark an Wilhelm Schenk von Trautenberg. Ab Mitte der 1520er Jahre werden hier seine Erben genannt, welche den Besitz unter sich aufteilten. 1533 hatte eine Tochter des Wilhelm, die sich damals mit Christoph Löneiß vermählte, drei Teile der Hofmark inne, die dann an ihren Gatten übergingen. 1540 wird für den minorennen Karl Schenk von Trautenberg ein Reversbrief über ein Fünftel des Besitzes ausgestellt, 1544 ist Christoph Löneiß der alleinige Besitzer der Hofmark. Zwischen 1545 und 1550 ist hier Christoph Steinrucker, dann wird ein Wolf Karl von Trautenberg genannt, der um 1572 verstarb und von Friedrich Schenck von Tautenburg († 1580), Erzbischof in Utrecht, gefolgt wurde.
Ab 1579 stand die Hofmark unter Verwaltung des Johann Orth, leuchtenbergischer Klosterrichter von Neuhaus. Er wurde 1590 beauftragt, die Besitzverhältnisse zwischen den Brüdern Joachim, Stephan und Oswald von Potzlarn in den Niederlanden zu regeln. Für die landesabwesenden Hofmarksbesitzer wurde Andreas Jan als Verwalter und Richter angestellt. 1615 wurden die Gebrüder Potzlarn erneut mit der Hofmark belehnt. Am 5. Juni 1617 wird für Rüdiger von Potzlarn der Jüngere auf Neuentautenburg ein Lehensrevers ausgestellt. Wenige Jahre danach hat der Gutsverwalter Andreas Jan für Jovian von Potzlarn den Lehensrevers entgegengenommen. Andreas Jan wurde am 29. Juni 1632 von Wallensteinischen Soldaten ermordet. Nachfolger als Verwalter wurde sein Sohn Lorenz Jan. Kurz nach Ende des Dreißigjährigen Krieges wurde Heinrich Florian von Potzlarn Inhaber der Hofmark.
1671 erwarb Freiherr Wilhelm von Herding zu Hiltrup die Hofmark. Zu der Hofmark zählten damals in Windischeschenbach 44 Anwesen mit 57 Familien, dann noch zwei Anwesen im zu Waldsassen gehörenden Dorf Pleisdorf, dann die Oberbaumühle und elf Güter von Gleißenthal. Am 29. Februar 1720 wurden als Hofmarksherren Wilhelm Johann von Herding und sein Bruder Ernst Melchior eingesetzt. Nachfolger wurde Casimir von Herding, Herr zu Hiltrup und Windischeschenbach, Generalleutnant und Obersthofmeister Ihrer Majestät der Königin Karoline von Bayern, Ritter des Hubertusordens, Inhaber des Großkreuzes der westfälischen Krone und Malteserritter. Er verstarb zu München am 1. Oktober 1811.
Am 17. Februar 1810 wurden durch einen Brand das Schloss mitsamt seinen Wirtschaftsgebäuden in Schutt und Asche gelegt. Der minderjährige und später in Mannheim wohnende Sohn Maximilian von Herding kam unter die Aufsicht seiner Mutter, der Gräfin Saint Martin, die in der Geschäftsführung von Fiskalrat Freiherr von Hillesheim unterstützt wurde. Die Besitzer verweigerten mit fadenscheinigen Erklärungen, die 1810 ausbezahlte Brandversicherung von 900 fl für den Wiederaufbau des Schlosses zu verwenden. Nach einer Intervention beim bayerischen König wurde ihnen 1846 sogar gestattet, dass das Schloss nicht mehr aufgebaut werden musste, das Geld sollte aber für die Hofmark verwendet werden, wozu die weitab wohnenden Eigentümer auch nicht bereit waren. Den Gutsbesitz und das Ökonomiegebäude erwarb der Gastwirt Joseph Eckert aus Plößberg, der 1856 im Schlosshof ein zweistöckiges Gebäude errichtete (heute Schlosshof 13); auch seine Bemühungen, dafür die ausbezahlte Brandsumme zu erhalten, war nicht von Erfolg gekrönt.
Maximilian von Herding verstarb kinderlos 1851, das Erbe kam an seine Schwester Maria Magdalena von Herding, verwitwete Fürstin zu Ysenburg-Birstein, und wurde am 14. August 1851 gegen Zahlung eines Ablöseschillings allodifziert.